# 格林代爾 (伊利諾伊州)
格林代爾（英語：Greendale）是位於美國伊利諾伊州克萊縣的一個非建制地區。該地的面積和人口皆未知。

## 地理
格林代爾的座標為38°37′47″N 88°41′52″W / 38.62972°N 88.69778°W，而該地的平均海拔高度為159米（即522英尺）。